# Feszty-körkép
Koordináták: é. sz. 46° 29′ 22″, k. h. 20° 05′ 46″46.489444°N 20.096111°E

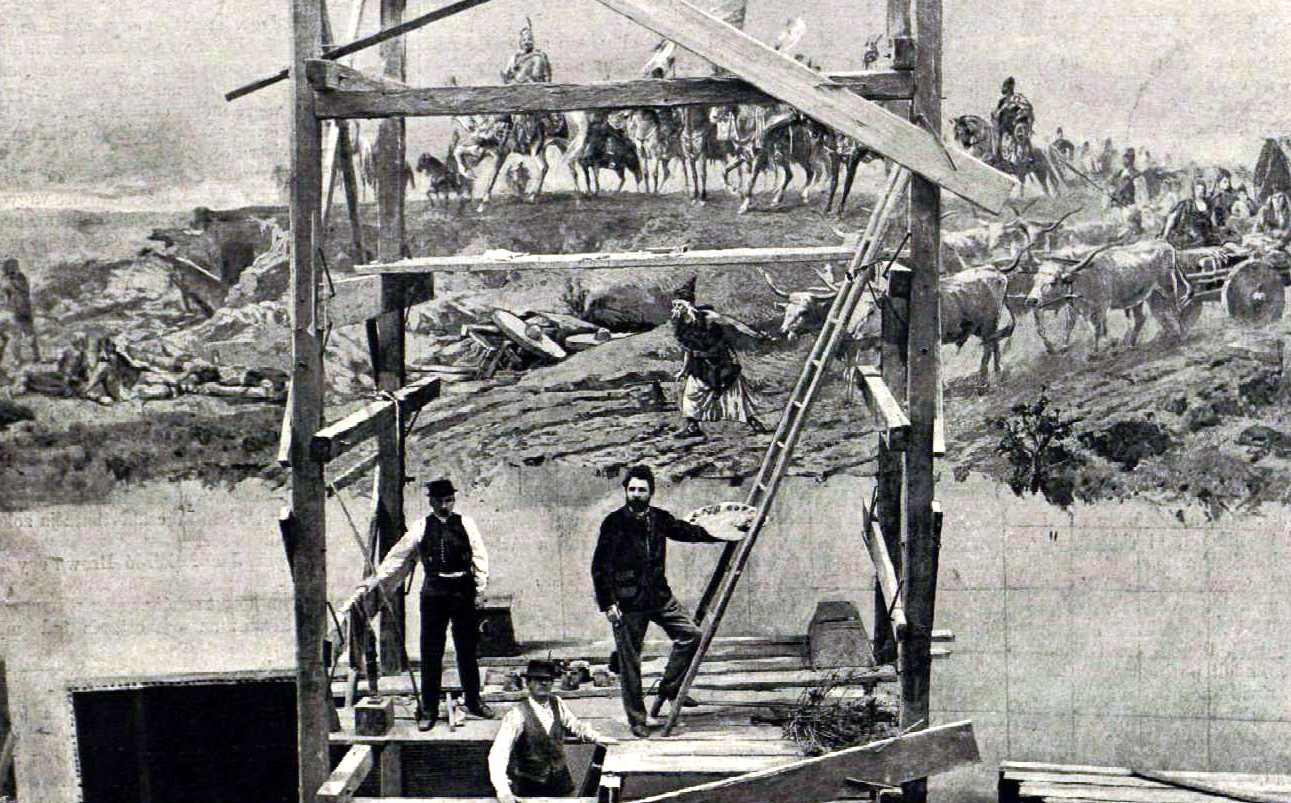
Feszty Árpád és munkatársai a körkép festése közben (1894)

A Feszty-körkép (tulajdonképpeni címén: A magyarok bejövetele) Feszty Árpád festőművész körpanorámája a honfoglalásról. Jelenleg az ópusztaszeri Nemzeti Történeti Emlékparkban látható.

## Története

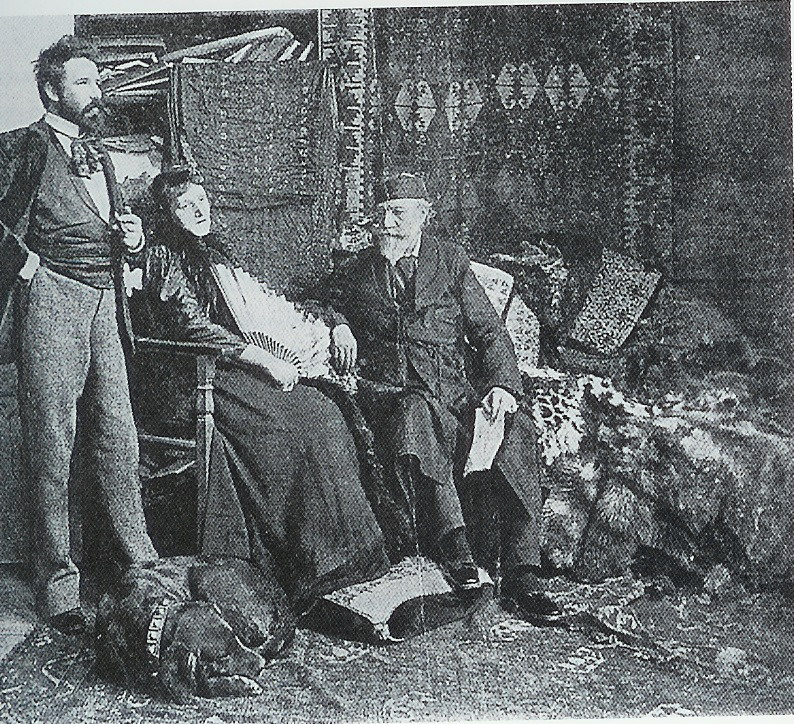
A martosi Feszty család

Feszty Árpád 1891-ben párizsi útja során megnézte Detaille és Neuville körképét, az Egy évszázad történetét (mely Franciaország történetét mutatta be a felvilágosodástól a harmadik köztársaságig). Ezen felbuzdulva ő is hasonló elképzeléssel állt elő családtagjainak: a bibliai özönvíz történetét szerette volna vászonra vinni. Felesége megrettent a hír hallatán, hiszen ő is festő volt, tudta mekkora költségekkel jár egy ilyen beruházás. Apósa, Jókai Mór rábeszélte vejét, hogy az özönvíz helyett fesse meg inkább a magyarok bejövetelétt. Ezzel készen is állt az ötlet: a körkép témája a honfoglalás, címe A magyarok bejövetele.

### Megvalósítása

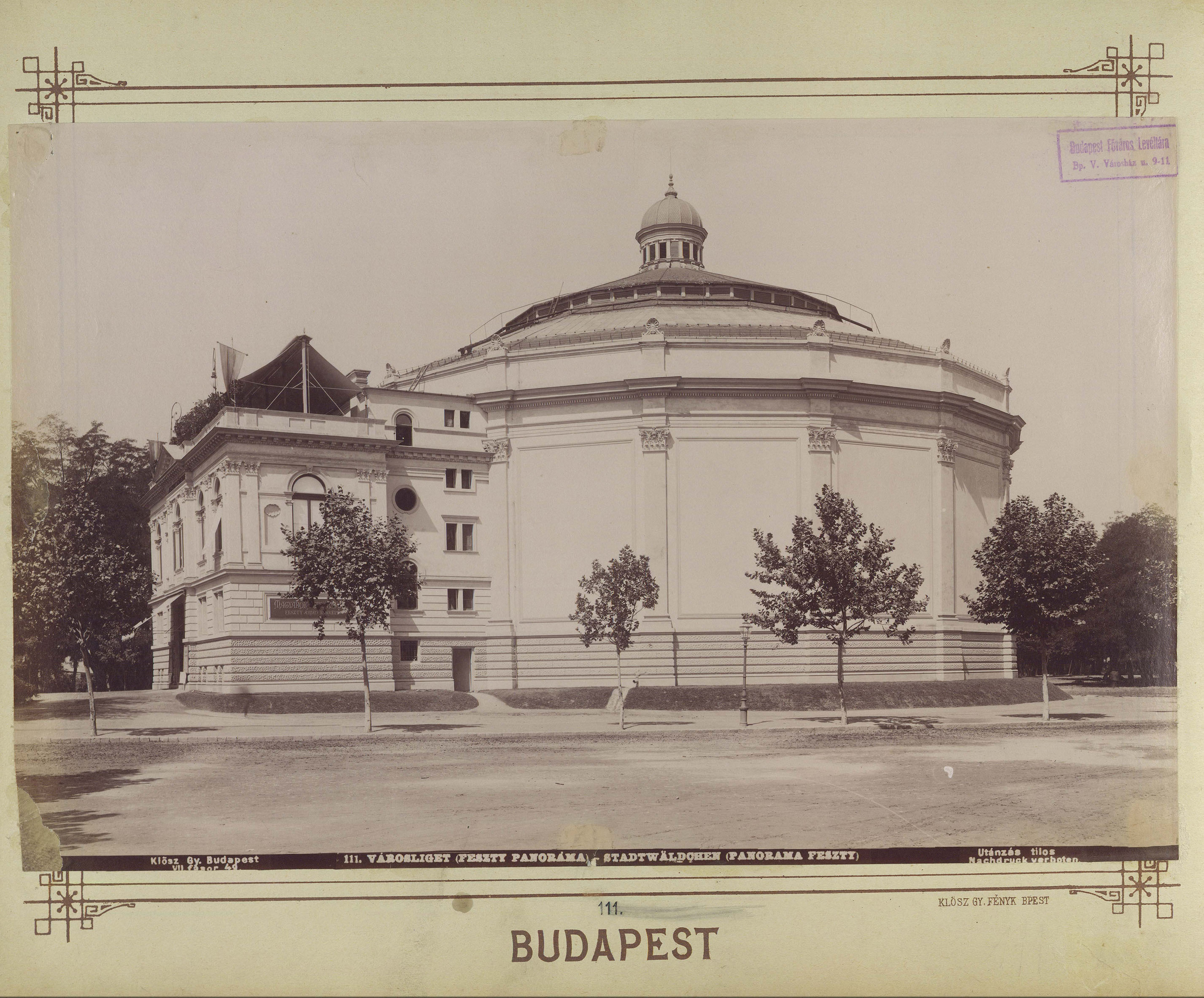
A körkép első épülete, a Rotunda Klösz György fényképén

Feszty a körkép témájának tanulmányozásához elutazott Munkács környékére, a Vereckei-hágóhoz. A sajtó tudomást szerzett a körkép készüléséről és folyamatosan tájékoztatta az érdeklődőket. Már a határidő is meg volt adva: 1893. augusztus 20. Az érdeklődés láttán a Fővárosi Tanács átvállalta a költségeket. A Tanács a körkép elhelyezésére szolgáló épület helyéül a Bimbó utca és az Állatkerti körút közötti területet jelölte ki. Itt épült fel a Rotunda, amelynek helyén ma a Szépművészeti Múzeum áll. A kiállítási épület vázrendszerrel épült, a falakat vashálóval erősítették meg. Átmérője 40 m, falmagassága 16 m volt. Egyszerre 236 fő befogadására volt képes.
Augusztusra még csak a színvázlat készült el 1×8-as méretben – a kész mű 15×120 méteres lett. Áprilisban Ujváry Ignác segítségével megfestette az égboltot. A tájképi részleteket Mednyánszky László, Ujváry és Spányi festették, az alakok és csoportok pedig Vágó Pál és Papp Henrik, a táborverési jelenetek pedig Pállya Celesztin munkái. Több festő is beszállt a munkába, mert Fesztyék nem győzték a festést, köztük Feszty felesége, Fesztyné Jókai Róza is, ő a sebesülteket és a halottakat festette meg. Az író, színész, zenész barátok pedig, míg a festők dolgoztak, muzsikával, komédiával szórakoztatták az éjt nappallá téve dolgozó művészeket. Érdekesség, hogy a korabeli közélet több ismert alakját is megjelenítették a festményen, maga Feszty Árpád fejedelemként szerepel az alkotáson.
1894 tavaszán, amikor a kép befejezéséhez értek, Feszty maga végezte el a mű összharmóniájához szükséges utolsó simításokat. A munkálatok befejezése után hibásnak érezte magát a határidő be nem tartásáért, pedig a számlák kifizetése után így is 10 ezer forintnyi veszteséget tudhatott magáénak.

### A körkép hányattatásai
A kiállítás megnyitásának napja 1894. május 13-án érkezett el. Óriási volt az érdeklődés a képre, mely a budapesti millenniumi kiállítás egyik legfőbb attrakciójának számított.
Érdekesség, hogy nem messze a Rotundától a mai Dózsa György út és Városligeti fasor sarkán lévő telken egy évvel később egy másik pavilonszerű épületben egy másik Feszty körképére hasonlító látványosság nyílt meg A Pokol címmel, mely a kor egyfajta „interaktív látványosságaként” kívánta a poklot művészileg prezentálni, itt festmények mellett szoboralakok és egyéb tereptárgyak alkottak köralakban egyfajta diorámát egy hídszerű járdán körbejárható épületben. A Gárdonyi Géza ötletén alapuló attrakció azonban sosem vált különösebben népszerűvé, még Feszty felesége is lekicsinylően nyilatkozott róla. 1897-re már meg is szűnt.

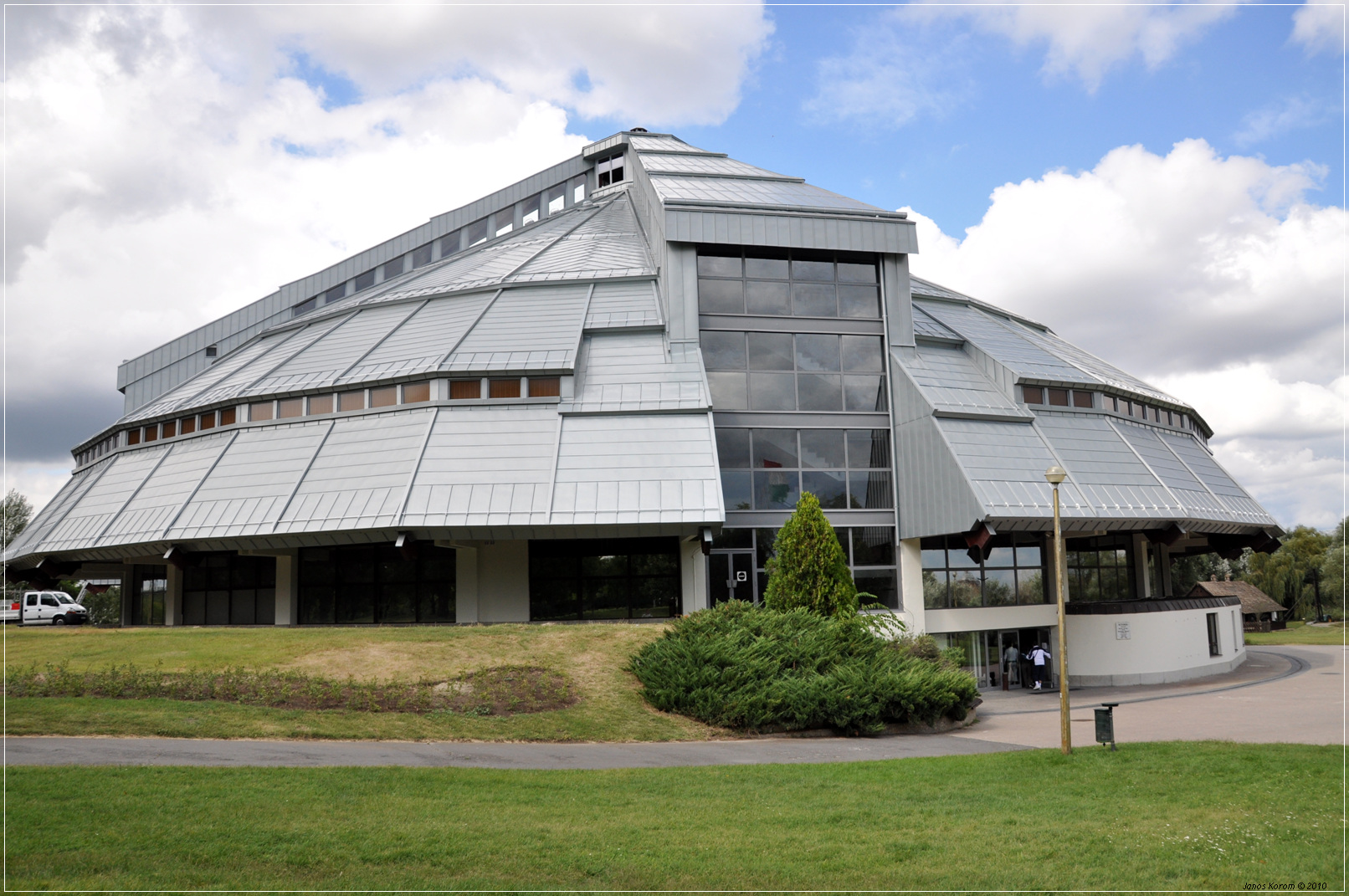
A körkép mai épülete Ópusztaszeren

Fesztyék képének vásznát később lebontották és Londonba szállították a Világkiállításra. A jelentős költségekkel járó utaztatás hatalmas anyagi bukásnak bizonyult, mivel a külföldieket nem igazán érdekelte egy kifejezetten magyar vonatkozású festmény, annak hatalmas méretei miatt sem. 1909-ben vitték vissza Budapestre, majd 1909. május 30-án sor került A magyarok bejövetele második ünnepélyes megnyitójára. A festményt az utaztatás megviselte: rossz állapota miatt fel kellett újítani. Miután befejezték a munkákat, a körkép látogatottsága csökkent, ennek két fő oka volt. Az egyik, hogy a főváros megváltoztatva szerződését, a Rotunda lebontásával biztosított helyet a felépítendő Szépművészeti Múzeumnak, miután a körkép egy városligeti, rosszul megépített átmeneti épületbe került. Az egykori építmény pontos helye az akkori Vurstli, későbbi Budapesti Vidám Park területén volt, szemben a Barlangvasúttal. A másik ok, hogy az embereket ekkorra már egyre inkább a mozgókép érdekelte, emiatt egy körkép már nem számított akkora látványosságnak, mint néhány évvel korábban.
A Budapest ostroma alatt a fővárost ért egyik bombatámadás során a körkép épülete és a festmény is károkat szenvedett. A vászon nem volt védve az esőtől és hótól. A határmódosítások után az egyetlen megmentője, Feszty István, a festő unokaöccse „külföldivé” vált, Feszty Masának, Feszty Árpád lányának pedig nem volt lehetősége, hogy megmentse a képet. A kép darabjait később összegöngyölték és különböző raktárakban tárolták.

### A körképen ábrázolt táj
A körképen ábrázolt tájat, a festés helyszínét Popovics Béla munkácsi tanár, helytörténész azonosította, miután 1996-ban a képet látva felismerte a Munkács környéki hegyeket. A Munkácstól keletre eső Kendereske határában  találta meg azt a dombot, ahonnan körültekintve pontosan a lefestett tájat lehet látni. A festés helyszínén 2013-ban állították fel emlékműként a körkép kicsinyített, kőbe gravírozott másolatát.

### A körkép újjászületése
Az 1970-es években határozat született a Nemzeti Történeti Emlékpark építéséről Ópusztaszeren. Megkezdődtek a restaurálási folyamatok, és a körképcsarnok építése is. Az építés 1979-ben abbamaradt, a vászon darabjait újra hengerekben raktározták el. 1991-ben egy lengyel restaurátorcsoport nyerte el a körkép helyreállítására kiírt pályázatot. Feszty alkotása 1995-től újra az eredeti szerepét tölti be, az Ópusztaszeri Nemzeti Emlékpark fő attrakciójaként. A Feszty-körkép zenéjét Birinyi József szerezte, Kovács László tanítványával játszotta felvételre.

## A teljes festmény

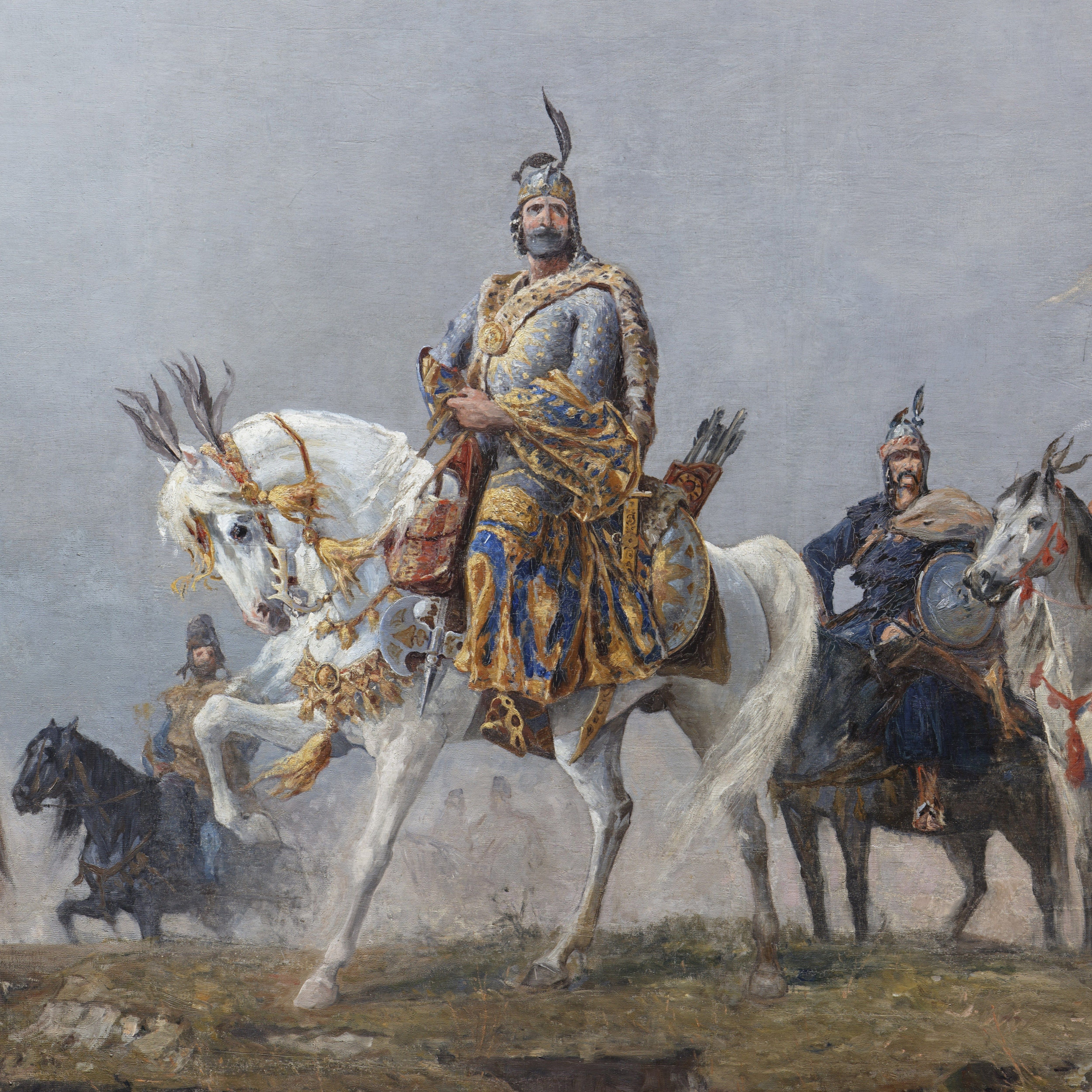
Árpád fejedelmet magáról mintázta Feszty
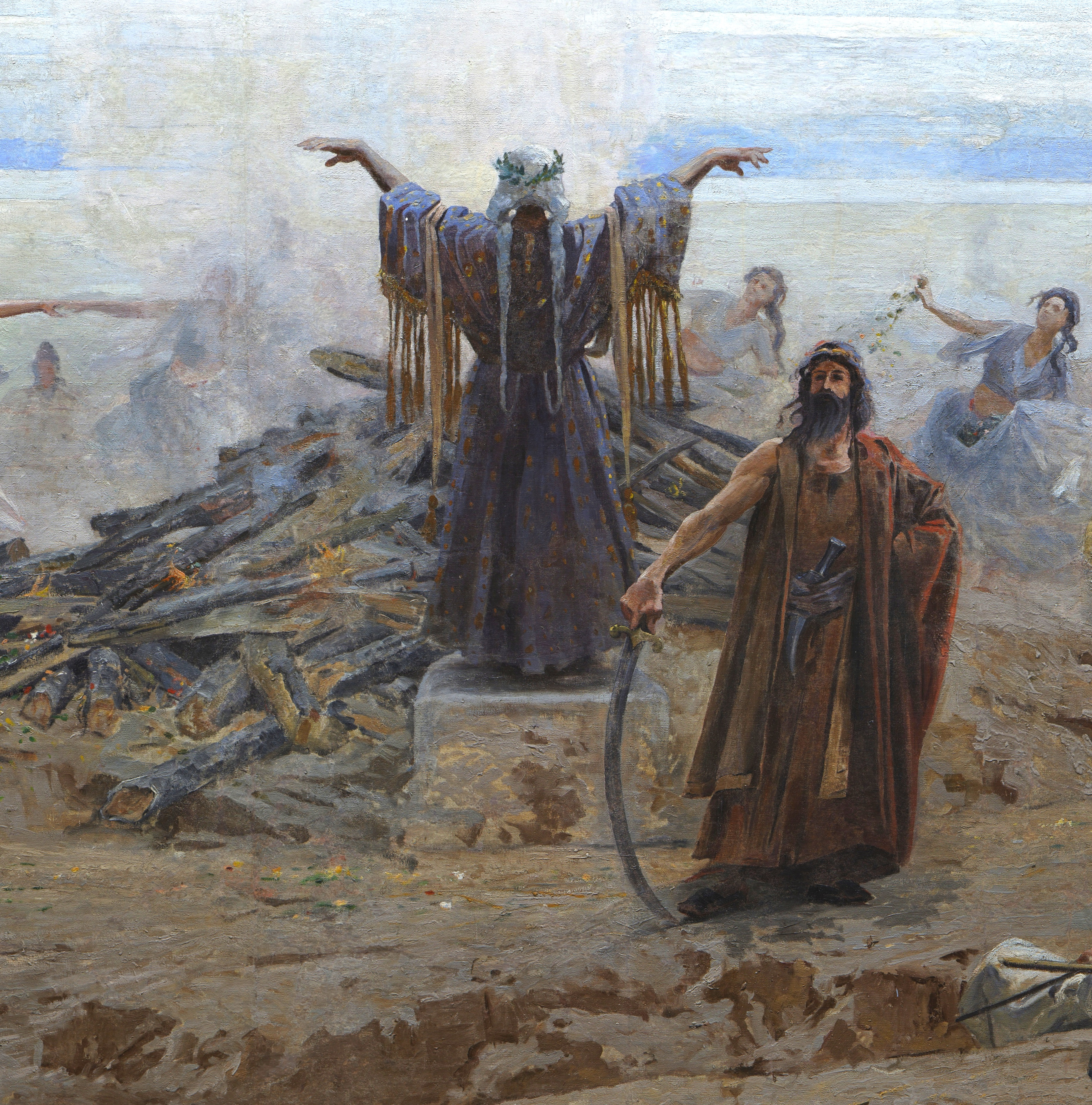
A táltos modellje állítólag Feszty felesége volt